# Pandemia de COVID-19 en la Polinesia Francesa
La pandemia de COVID-19 en la Polinesia Francesa se dio a conocer en  marzo de 2020, que había llegado a la colectividad francesa de ultramar de la Polinesia Francesa.

## Contexto
El 12 de enero de 2020, la Organización Mundial de la Salud (OMS) confirmó que un nuevo coronavirus fue la causa de una enfermedad respiratoria en un grupo de personas en Wuhan, provincia de Hubei, China, que se informó a la OMS el 31 de diciembre de 2019.
La tasa de letalidad de COVID-19 ha sido mucho más baja que la del SARS de 2003, pero la transmisión ha sido significativamente mayor, con un número total de muertes significativo.

## Cronología

### Marzo de 2020
El 11 de marzo se confirmó el primer caso de COVID-19 en la Polinesia Francesa. La primera paciente fue Maina Sage, miembro de la Asamblea Nacional Francesa. El número de casos notificados aumentó a tres el 13 de marzo.
El otro nuevo caso de coronavirus se refiere a un turista suizo que se enfermó en el atolón de Fakarava en las islas Tuamotu. Según Tahiti Nui Television, el turista también había llegado a la Polinesia Francesa el fin de semana anterior. El individuo fue trasladado de regreso a Tahití, donde las pruebas confirmaron su infección. Mientras tanto, la Polinesia Francesa suspendió el turismo de cruceros durante un mes. El gobierno ha emitido un comunicado diciendo que los barcos con destino a la Polinesia Francesa serán enviados al próximo puerto internacional de su elección. Los barcos dentro de las aguas territoriales de la Polinesia Francesa se dirigen a Papeete para que los pasajeros desembarquen y sean repatriados. Antes de desembarcar, se debe informar a las autoridades sobre el estado de salud de los pasajeros.
Se confirmaron tres nuevos casos el 18 de marzo, y cinco el 19 de marzo.
El 20 de marzo se anunció un cierre obligatorio a partir de la medianoche.
A partir del 24 de marzo, está prohibida la venta de bebidas alcohólicas.
El 27 de marzo de 2020, el Alto Comisionado francés, Dominique Sorain, y el presidente de la Polinesia Francesa anunciaron conjuntamente que se impondría un toque de queda, que duraría desde las 20:00 hasta las 05:00 horas del día siguiente, a partir de este día hasta el 15 de abril.

### Mayo de 2020
El 19 de mayo, el Ministerio informó que los 60 casos se habían recuperado y declaró al país libre de COVID-19, pero se mantendría alerta. El 21 de mayo, a los residentes se les permitiría viajar a la otra isla sin necesidad de realizar una prueba, sin embargo, todavía habría una orden de cuarentena de 2 semanas para las llegadas.

### Agosto de 2020
El 12 de agosto, el Ministerio informó de 77 nuevos casos.
Del 12 al 25 de agosto, las autoridades de la Polinesia Francesa implementaron las siguientes medidas (sujeto a prórroga):
- Cierre de discotecas y clubes nocturnos;
- Las reuniones de más de 50 personas en la vía pública o en cualquier lugar abierto al público están sujetas a la autorización previa de la Oficina del Alto Comisionado;
- Aplicación de reglas estrictas en restaurantes y bares (los clientes deben estar sentados, mantener una distancia mínima de 1 metro entre cada mesa, y todos deben usar una máscara cuando se muevan por el establecimiento);
- El uso de máscaras es obligatorio en todas las tiendas, taxis acuáticos / transporte en ferry, aviones, transporte público terrestre, aeropuertos y terminales de ferry. Los requisitos se harán cumplir mediante controles y sanciones. El incumplimiento de estos requisitos se sanciona con una multa de hasta 745,82 €.

El 14 de agosto, el Ministerio informó de 104 casos. Los casos se aislaron en el domicilio o en un centro de alojamiento dedicado. Tres personas fueron hospitalizadas en el CHPF, ninguna en la unidad de cuidados intensivos y tres casos fueron dados de alta del aislamiento y se consideraron sanos.
El 17 de agosto se confirmaron 149 casos de COVID-19. Todos los casos se habían aislado en casa o en un centro de alojamiento dedicado. Cuatro casos salieron del aislamiento y se consideraron saludables. Dos personas fueron hospitalizadas en el CHPF, ninguna en la unidad de cuidados intensivos.
El 19 de agosto se confirmaron 170 casos de COVID-19. De los 170 casos, 27 salieron del aislamiento y se consideraron saludables. Los otros 143 casos confirmados en los últimos 10 días fueron todos aislados en el domicilio o en un centro de alojamiento dedicado. Tres personas permanecieron hospitalizadas en el CHPF, incluida una en cuidados intensivos.
El 21 de agosto, se confirmaron un total de 236 casos de COVID-19 entre el 2 y el 21 de agosto de 2020. De estos, 80 salieron del aislamiento y se consideraron curados. Los otros casos confirmados están todos aislados en casa o en un centro de alojamiento dedicado (28 personas). Actualmente, cuatro personas están hospitalizadas en el CHPf por signos de COVID-19, incluida una en cuidados intensivos. Entre los casos, 11 personas tienen más de 65 años. Los casos están ubicados en las comunas urbanas de Tahití. Se ha detectado un nuevo caso en Raiatea.
El 24 de agosto, se confirmaron un total de 310 casos de COVID-19 desde el 2 de agosto de 2020. De estos, 119 han sido liberados del aislamiento y se consideran curados. Los otros casos confirmados durante los últimos 10 días están todos aislados en casa o en un centro de alojamiento dedicado (34 personas). Actualmente, siete personas están hospitalizadas en el CHPf por signos de COVID-19, incluidas 3 en cuidados intensivos. Los casos están ubicados en las comunas urbanas de Tahití. En Raiatea se aíslan tres casos vinculados.
El 26 de agosto, se confirmaron un total de 353 casos de COVID-19 desde el 2 de agosto de 2020. De estos, 140 han sido liberados del aislamiento y se consideran curados. Los otros casos confirmados durante los últimos 10 días están todos aislados en casa o en un centro de alojamiento dedicado (36 personas). Actualmente, nueve personas están hospitalizadas en el CHPf por signos de COVID-19, incluidas 3 en cuidados intensivos. Los casos están ubicados en las comunas urbanas de Tahití. En Raiatea se aíslan tres casos vinculados. Se ha declarado un nuevo caso en Moorea.
El 28 de agosto se confirmaron un total de 420 casos de COVID-19 desde el 2 de agosto de 2020. De estos, 169 han sido liberados del aislamiento y se consideran curados. Los otros casos confirmados durante los últimos 10 días están todos aislados en casa o en un centro de alojamiento dedicado (34 personas). Actualmente, diez personas están hospitalizadas en el CHPf por signos de COVID-19, incluidas 2 en cuidados intensivos. Los casos están ubicados en las comunas urbanas de Tahití, Moorea y Raiatea (se están investigando 2 nuevos casos).
El 31 de agosto, se confirmaron un total de 511 casos de COVID-19 desde el 2 de agosto de 2020. De estos, 205 han sido liberados del aislamiento y considerados curados. La edad promedio de todos los casos es de 36 años. Los otros casos confirmados durante los últimos 10 días están todos aislados en casa o en un centro de alojamiento dedicado (39 personas). Actualmente, diez personas están hospitalizadas en el CHPf por signos de COVID-19, incluidas 4 en cuidados intensivos. La edad media de los hospitalizados es de 52 años. Los casos activos están ubicados en las comunas urbanas de Tahití, así como en Bora Bora y Raiatea.

### Septiembre de 2020
El 2 de septiembre, se confirmaron un total de 560 casos de COVID-19 desde el 2 de agosto de 2020. De estos, 274 han sido liberados del aislamiento y se consideran curados. La edad promedio de todos los casos es de 36 años. Los otros casos confirmados durante los últimos 10 días están todos aislados en casa o en un centro de alojamiento dedicado (29 personas). Actualmente, once personas están hospitalizadas en el CHPf por signos de COVID-19, incluidas 4 en cuidados intensivos. La edad media de los hospitalizados es de 52 años. Los casos activos están ubicados en las comunas urbanas de Tahití, Bora Bora y Raiatea.
El 4 de septiembre, se confirmaron un total de 632 casos de COVID-19 desde el 2 de agosto de 2020. De estos, 298 han sido liberados del aislamiento y se consideran curados. La edad promedio de todos los casos es de 36 años. Los otros casos confirmados durante los últimos 10 días son todos aislados en el domicilio (313) o en un centro de alojamiento exclusivo (21 personas). Actualmente, diez personas están hospitalizadas en el CHPf por signos de COVID-19, incluidas 3 en cuidados intensivos. La edad media de los hospitalizados es de 52 años. Los casos activos están ubicados en las comunas urbanas de Tahití, además de Bora Bora, Moorea y Raiatea.
El 7 de septiembre, se confirmaron un total de 711 casos de COVID-19 desde el 2 de agosto de 2020. De estos, 466 han sido liberados del aislamiento y se consideran curados. La edad promedio de todos los casos es de 36 años. Los otros casos confirmados durante los últimos 10 días son todos aislados (245), incluidos 17 en un centro de alojamiento dedicado. Actualmente, ocho personas están hospitalizadas en el CHPf por signos de COVID-19, incluidas 3 en cuidados intensivos. La edad media de los hospitalizados es de 52 años. Los casos activos se localizan en las comunas urbanas de Tahití (238), así como en Moorea (3), Bora Bora (1), Hao (2) y Huahine (1).

### Octubre de 2020
Al 11 de octubre se habían notificado 2.754 casos, de los cuales 633 estaban activos. El presidente de la Polinesia Francesa, Édouard Fritch, dio positivo por la enfermedad, dos días después de visitar a Emmanuel Macron en Francia.

### Mayo de 2021
Al 3 de mayo del 2021 hay un total de 18,758 casos, de los cuales 13,775 están activos.

## Condiciones de entrada y estancia en la Polinesia Francesa
La Polinesia Francesa ha confirmado las condiciones de entrada y estancia en el país aplicables a todos los viajeros a partir de los 6 años (residentes y no residentes) que lleguen por vía aérea. Desde el 15 de julio de 2020, se levantaron las medidas de cuarentena y se reabrieron las fronteras de la Polinesia Francesa al turismo internacional de todos los países. Todos los viajeros están sujetos a las siguientes condiciones obligatorias:

### Antes del embarque
- Prueba de una prueba de RT-PCR negativa (lista de pruebas aprobadas y no aprobadas) llevada a cabo dentro de los tres días anteriores a su salida aérea internacional;
- Presentar el resguardo del registro sanitario en la plataforma Etis.pf (Electronic Travel Information System) ;[28]

### A bordo
- Se aplicará la aplicación del protocolo de salud en viajes de la Asociación de Transporte Aéreo Internacional (IATA) (en los aeropuertos y a bordo del avión);
- Uso de máscara durante el vuelo.

### Durante la estancia
Realizar un autotest 4 días después de la llegada a las islas de Tahití.
Usar una máscara (a partir de los 11 años de edad) es :
- Recomendado en lugares y establecimientos públicos cerrados;
- Obligatorio en espacios públicos al aire libre sujetos a un gran número de personas, incluidos: tiendas, taxis acuáticos, transporte en ferry, aviones, transporte público terrestre, aeropuertos y terminales de ferry.

El incumplimiento de estos requisitos se sanciona con una multa de hasta 745.82 €.

## Casos por Archipiélagos e Islas
| Archipiélagos                              | Islas     | Casos  | Muertes | Referencias |
| ------------------------------------------ | --------- | ------ | ------- | ----------- |
| Islas Australes                            | Raivavae  | 223    | 0       |             |
| Islas Australes                            | Rimatara  | 28     | 0       |             |
| Islas Australes                            | Rurutu    | 102    | 0       |             |
| Islas Australes                            | Tahuata   | 104    | 2       |             |
| Islas Australes                            | Tubuai    | 1162   | 10      |             |
| Islas Gambier                              | Mangareva | 51     | 0       |             |
| Islas de Sotavento (Islas de la Sociedad)  | Bora bora | 8107   | 22      |             |
| Islas de Sotavento (Islas de la Sociedad)  | Huahine   | 973    | 19      |             |
| Islas de Sotavento (Islas de la Sociedad)  | Maupiti   | 32     | 1       |             |
| Islas de Sotavento (Islas de la Sociedad)  | Raiatera  | 2937   | 39      |             |
| Islas de Sotavento (Islas de la Sociedad)  | Tahaa     | 284    | 3       |             |
| Islas Marquesas                            | Nuku Hiva | 53     | 1       |             |
| Islas Marquesas                            | Hiva-Oa   | 407    | 6       |             |
| Islas Marquesas                            | Ua Pou    | 58     | 1       |             |
| Islas Marquesas                            | Ua Huka   | 67     | 0       |             |
| Islas Tuamotu                              | Anaa      | 37     | 0       |             |
| Islas Tuamotu                              | Arutua    | 73     | 0       |             |
| Islas Tuamotu                              | Fakarava  | 633    | 18      |             |
| Islas Tuamotu                              | Hao       | 83     | 2       |             |
| Islas Tuamotu                              | Makemo    | 56     | 0       |             |
| Islas Tuamotu                              | Mataiva   | 804    | 6       |             |
| Islas Tuamotu                              | Rangiroa  | 578    | 19      |             |
| Islas Tuamotu                              | Taenga    | 41     | 0       |             |
| Islas Tuamotu                              | Takapoto  | 69     | 0       |             |
| Islas Tuamotu                              | Takaroa   | 61     | 0       |             |
| Islas Tuamotu                              | Tetiaroa  | 78     | 0       |             |
| Islas Tuamotu                              | Tikehau   | 996    | 3       |             |
| Islas de Barlovento (Islas de la Sociedad) | Moorea    | 7,447  | 71      |             |
| Islas de Barlovento (Islas de la Sociedad) | Tahití    | 53,826 | 448     |             |